# Капреомицин
Капреомицин — противотуберкулёзное средство, полипептид, выделенный из Streptomyces capreolus. Содержит в качестве одной из аминокислот в молекуле остаток пара-аминосалициловой кислоты (ПАСК), ранее известной как самостоятельное противотуберкулёзное средство.

## Фармакологическое действие
Оказывает бактериостатическое действие на различные штаммы Mycobacterium tuberculosis. Наблюдается перекрестная резистентность между капреомицином и виомицином, канамицином, неомицином.

## Показания
Лечение лёгочных форм туберкулёза, вызванных чувствительными к капреомицину микобактериями при неэффективности или непереносимости противотуберкулёзных препаратов 1 ряда.

## Противопоказания
Повышенная чувствительность к капреомицину.
Беременность и лактация
Безопасность применения при беременности и в период лактации не установлена.

## Побочное действие
Возможно: нефротоксическое и ототоксическое действие, лейкоцитоз, лейкопения, эозинофилия.
Редко: тромбоцитопения; при комбинированной терапии возможны изменения функциональных проб печени, крапивница, макуло-папулезная сыпь, повышение температуры тела; боль в месте инъекции, уплотнение, чрезмерная кровоточивость и «холодные» абсцессы.

## Режим дозирования
Вводят в/м по 1 г/сут в соответствии со схемой.

## Лекарственное взаимодействие
Не следует применять одновременно с парентеральными противотуберкулёзными препаратами, обладающими ото- и нефротоксичностью. С осторожностью применяют в комбинации с полимиксином, колистином, амикацином, гентамицином, тобрамицином, ванкомицином, канамицином, неомицином из-за возможной суммации нефро- и ототоксического действия.

## Особые указания
При нарушении функции почек требуется коррекция режима дозирования в зависимости от КК. Капреомицин в высоких дозах может вызывать частичную нервно-мышечную блокаду.
С осторожностью применяют у пациентов со склонностью к аллергическим реакциям, особенно при лекарственной аллергии. В период лечения следует регулярно контролировать показатели функции почек, проводить аудиометрию и оценку функции вестибулярного аппарата, контролировать уровень калия в плазме крови.
Безопасность применения у детей не установлена.